# Boží muka u vojenského hřbitova
Boží muka u vojenského hřbitova v Českých Budějovicích byla velmi cenná kamenná boží muka, která stála od 16. století v poli západně od současné Plavské ulice. Zanikla kolem poloviny 20. století.

## Provedení
Zhruba krychlový sokl s rozšířeným horním okrajem nesl toskánský sloupek s prstenčitou patkou. Pod ukončujícím prstencem lemovaly sloupek další dva výzdobné prstence. Kaplice uzavřená mezi dvojicí přesahujících krycích desek nesla jen mělké niky určené patrně pro obrazy na plechu. Horní krycí deska nesla polokulovitou kupoli s kovovým křížem.

## Historická hodnota
Památka pocházela z doby, kdy v krajině převládaly pilířky pozdně gotických tvarů, zatímco slohově pokročilejší toskánské sloupky byly zcela ojedinělé. Paloušová (2009) při dataci vychází z událostí roku 1614, které tento sloupek zmiňují. Stáří tohoto provedení pokládá za možné, neboť se v regionu zachoval pozdně renezanční toskánský sloupek věrohodně datovaný letopočtem 1593 (Dolní Dvořiště). Ten zároveň uvádí jako jediný známý datovaný toskánský sloupek v Jihočeském kraji vzniklý před rokem 1600. Kovář však na základě historických pramenů dokládá existenci božích muk v poli mezi tehdejšími cestami do Roudného a Rožnova k roku 1575. Jsou tak nejstaršími známými božími muky v provedení toskánského sloupku na území jižních Čech.
Hodnotu božích muk („boží muka v poli naproti vojenskému hřbitovu“) vyzdvihl již v roce 1904 Leopold Maria Zeithammer. 15. března 1911 je na kresbě zachytil Ludwig Tibitanzl.

## Historie
Budějovický Heimatbuch popisuje historickou událost z roku 1614, která se odehrála u božích muk:
| „            | Když císař Matyáš a jeho manželka císařovna Anna 29. ledna 1614 přijeli do Budějovic, očekávala je městská rada a občané u těchto božích muk. Městský písař Kodelik zde pronesl slavnostní řeč v latině. Po uvítacích ceremoniích pokračoval císařský pár s průvodem do města. | “ |
| — Heimatbuch | |   |

V roce 1797 byl naproti božím mukám (přes silnici) městskou radou založen vojenský hřbitov. Zanikl v polovině 20. století v souvislosti se zřízením kasáren pohraniční stráže. Ve stejné době zanikla i boží muka (podle Paloušové měla existovat ještě počátkem 50. let 20. století).